# Hernals

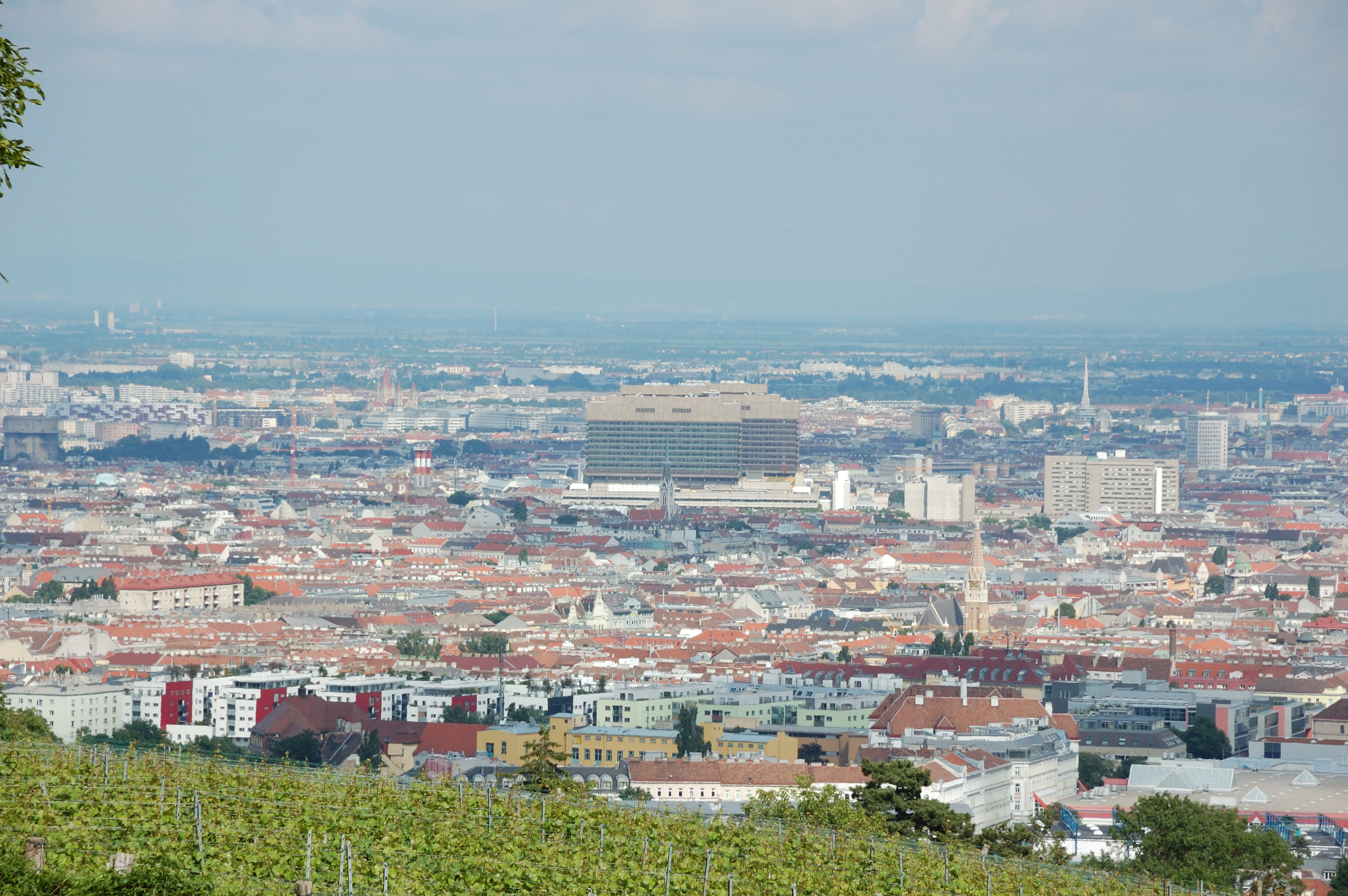
Kilátás az ottakringi Gallitzinbergről Hernals felé

A Hernals Bécs XVII. kerülete.  Hernals Döbling, Währing, Josefstadt, Ottakring, Penzing, Alsergrund, Währing, Ottakring, Klosterneuburg, Pötzleinsdorf és Gersthof községekkel határos.

## Részei
|  | - Dornbach - Hernals - Neuwaldegg |

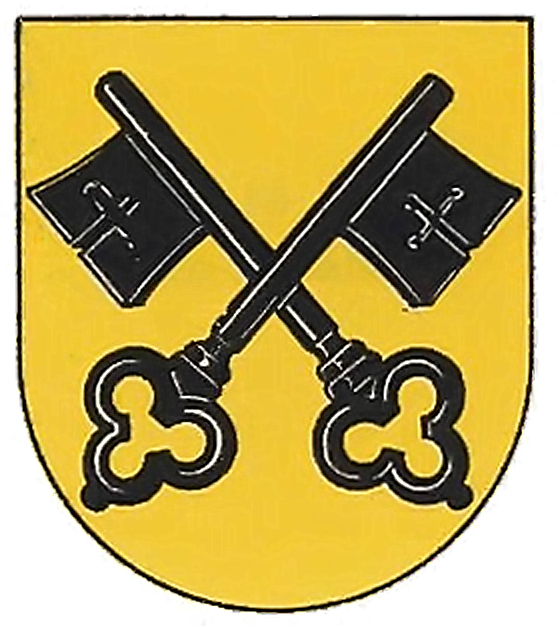
Dornbach címere
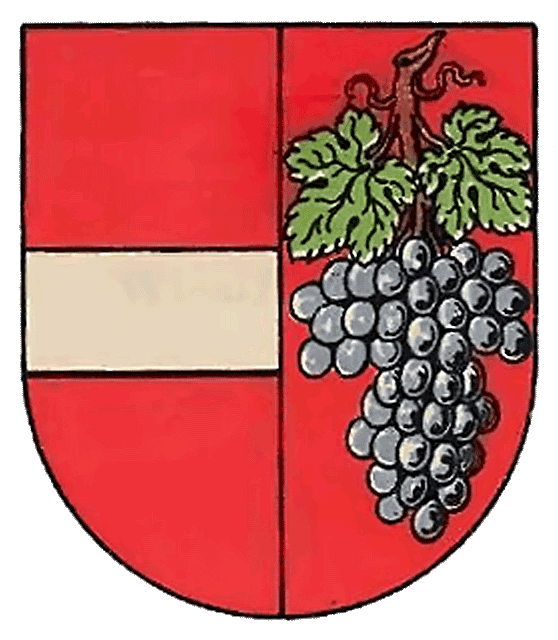
Hernals címere
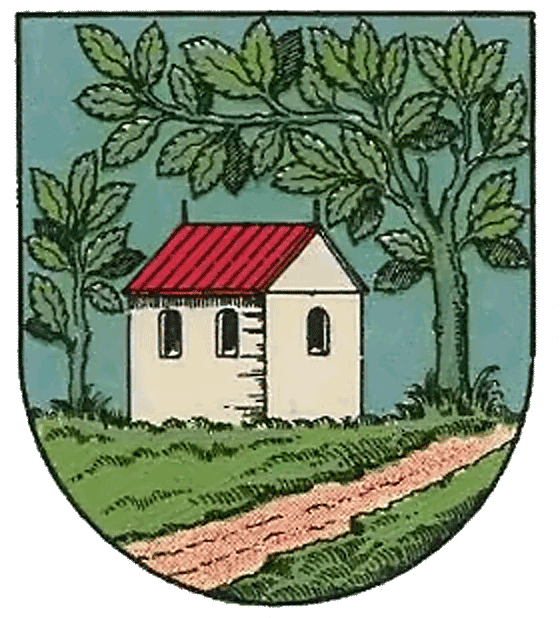
Neuwaldegg címere

## Története
A Hernals kerületet 1892.január 1-jén hozták létre Hernals, Dornbach és Neuwaldegg beolvasztásaval Bécsbe mint a XVII. kerület. 
A megszállás alatt (1945–1955) Hernals az amerikai szektorhoz tartozott.

## Látnivalók
- Bezirksmuseum Hernals
- Wiener Schneekugelmuseum (Schumanngasse 87)
- Fiakermuseum (Veronikagasse 12)
- A Schwarzenberg park

## Képek

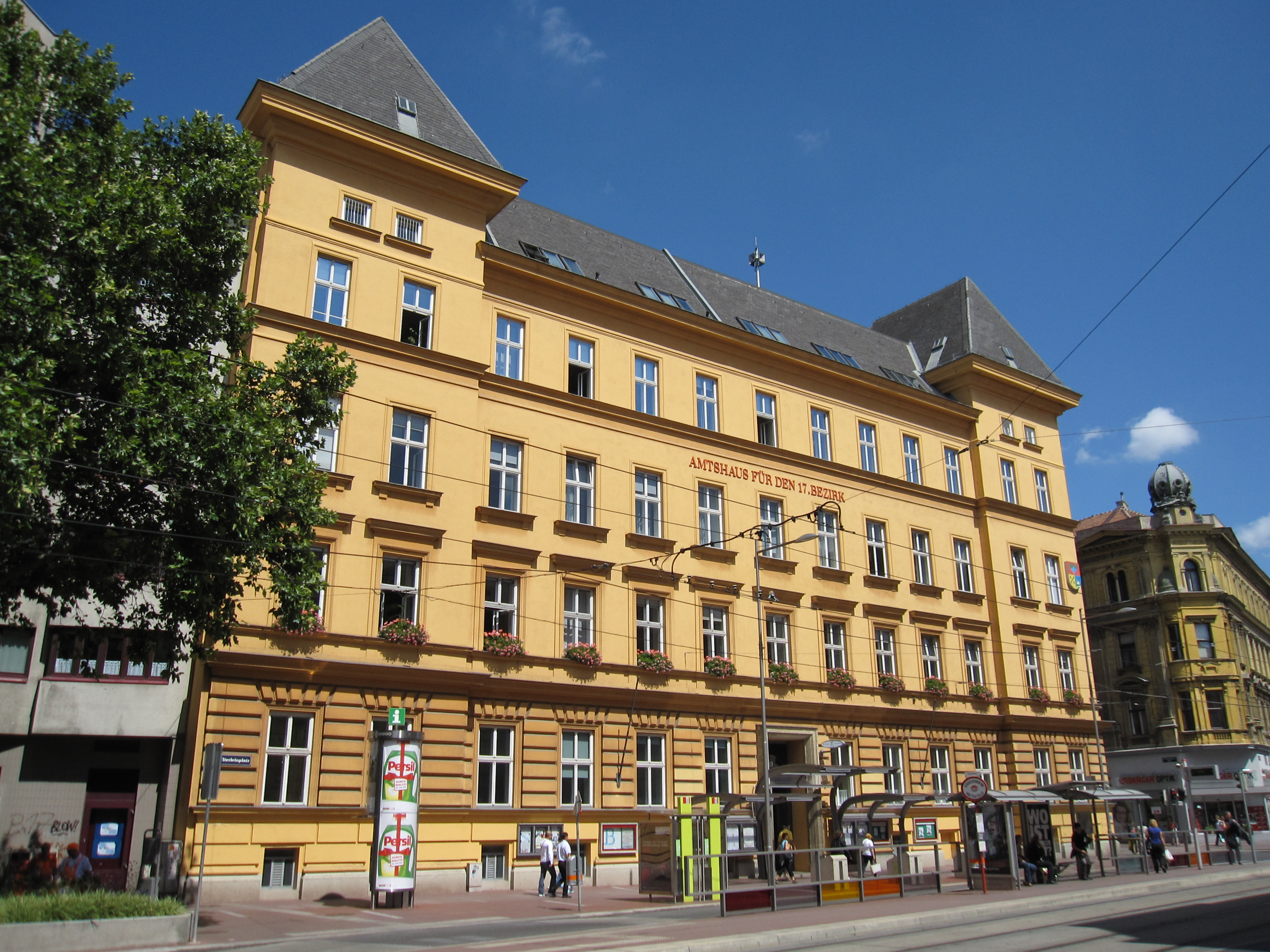
Kerületi hivatal
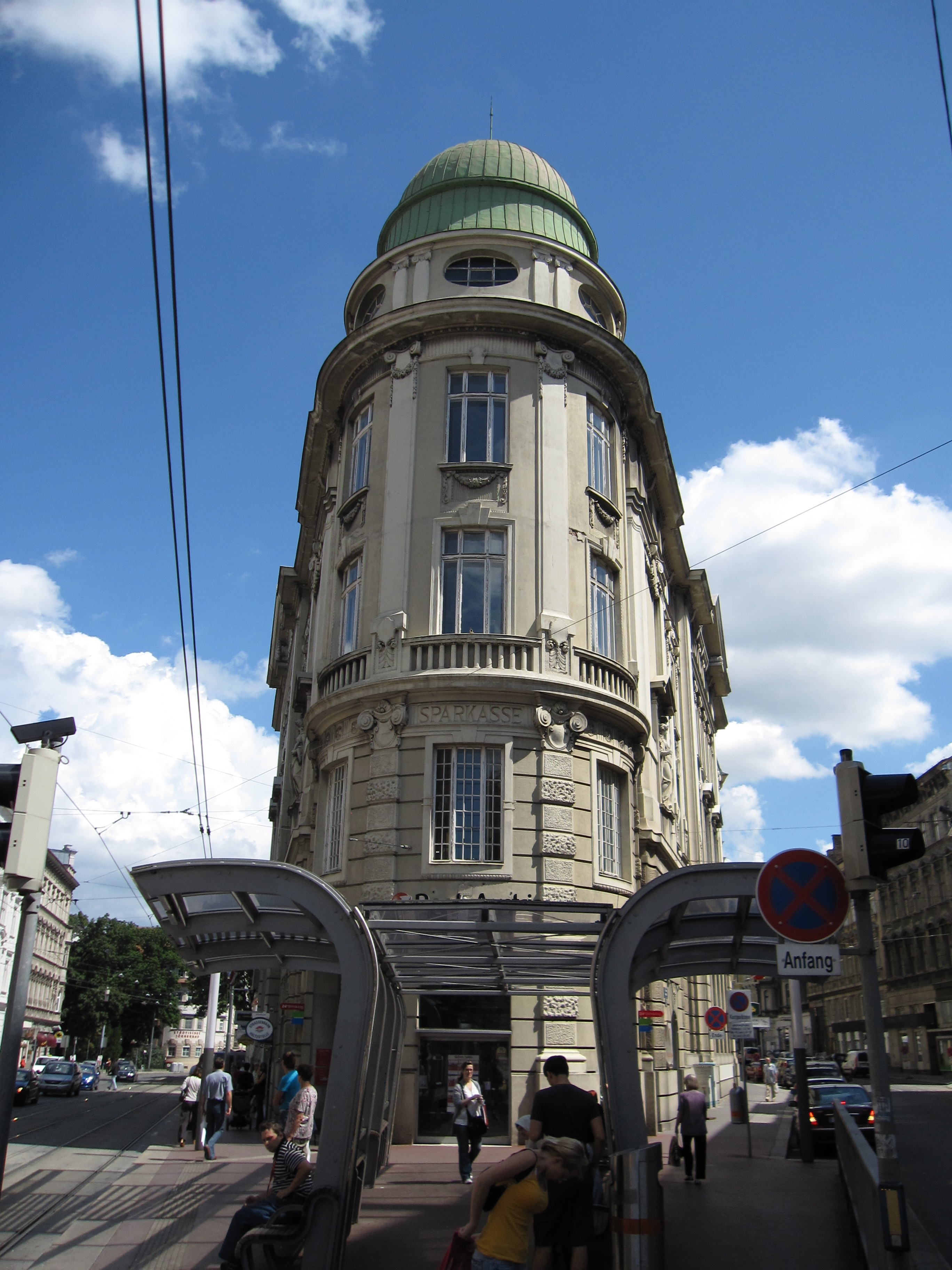
Bezirksmuseum Hernals
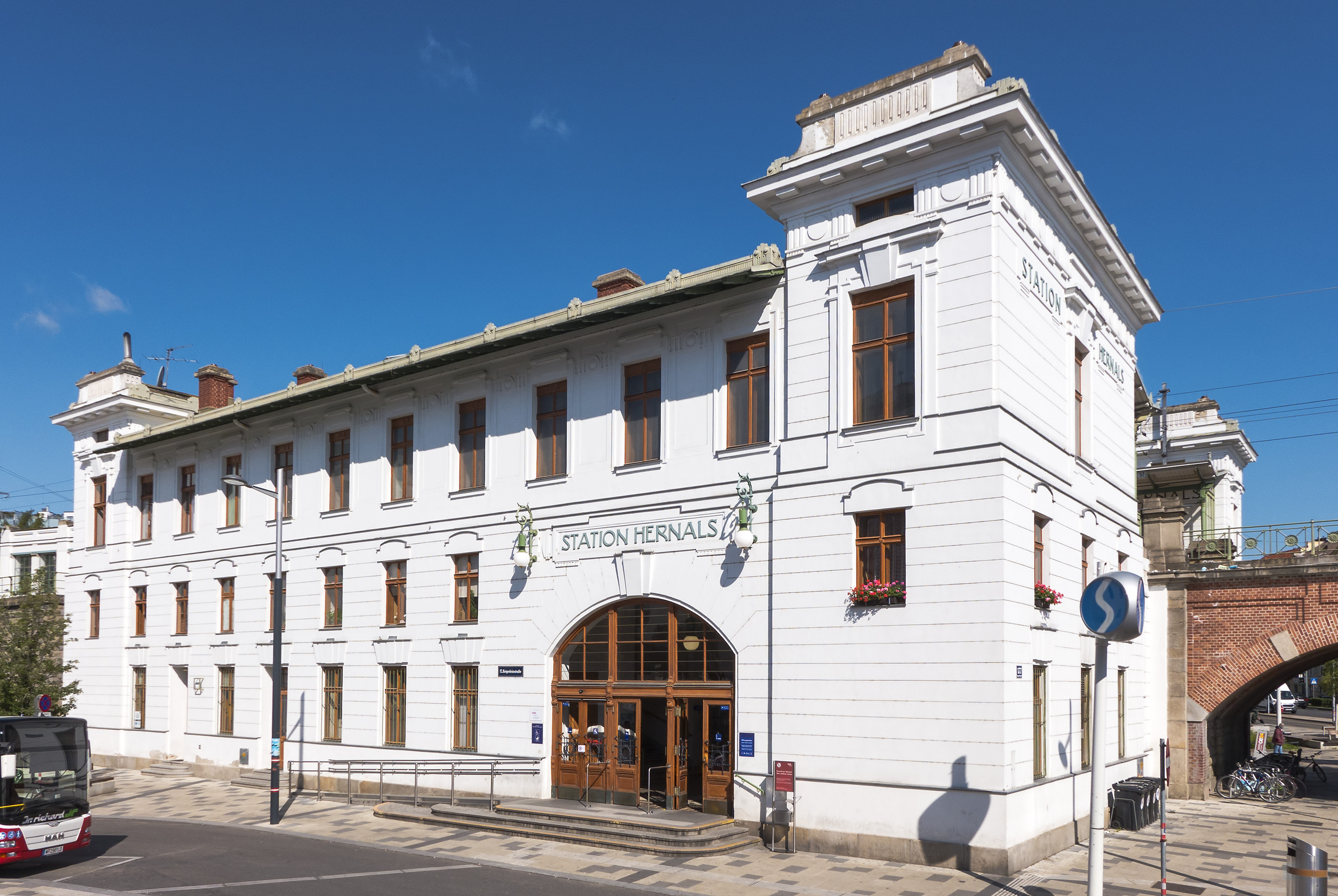
Hernalsi állomás
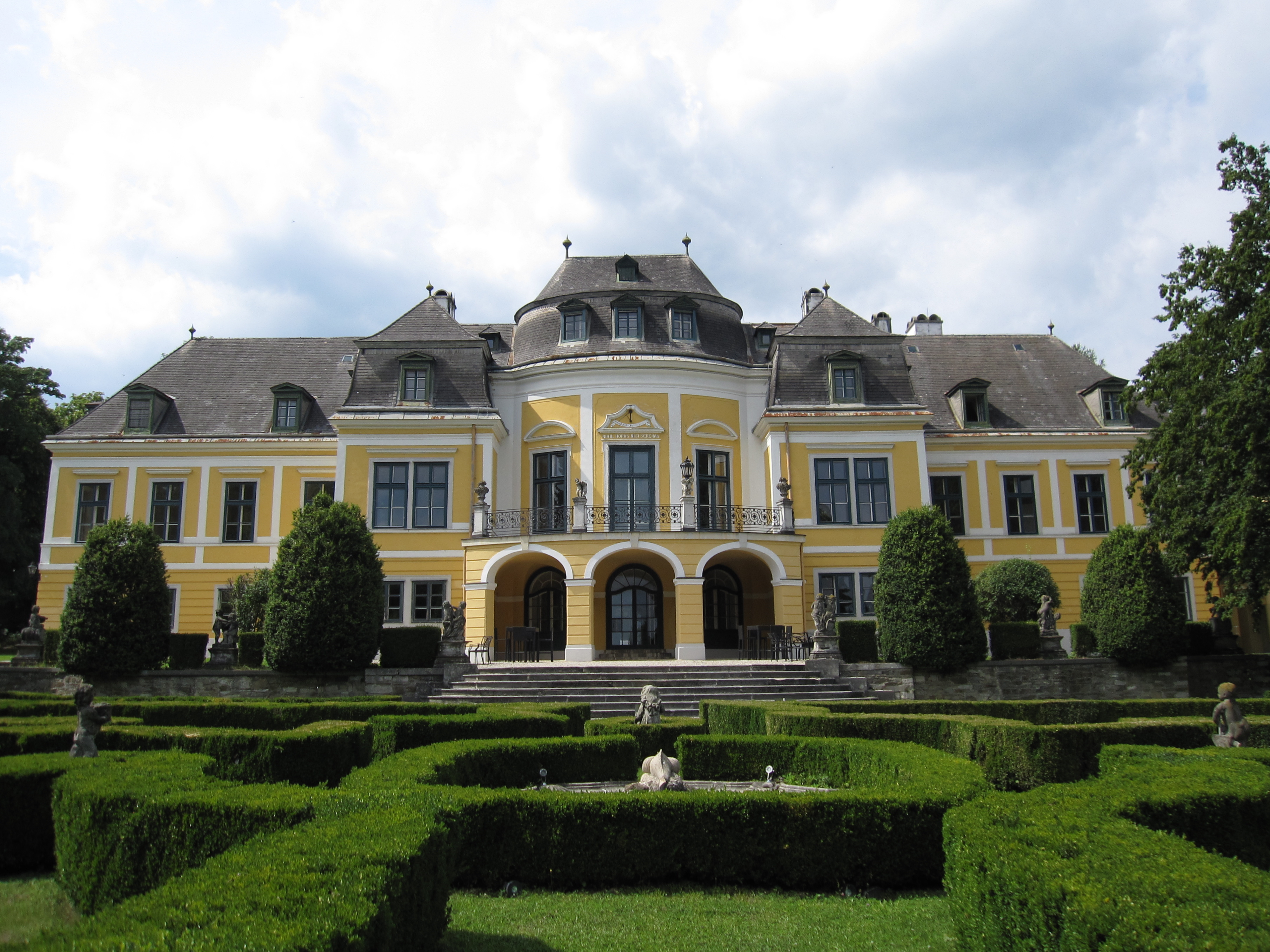
Neuwaldeggi kastély
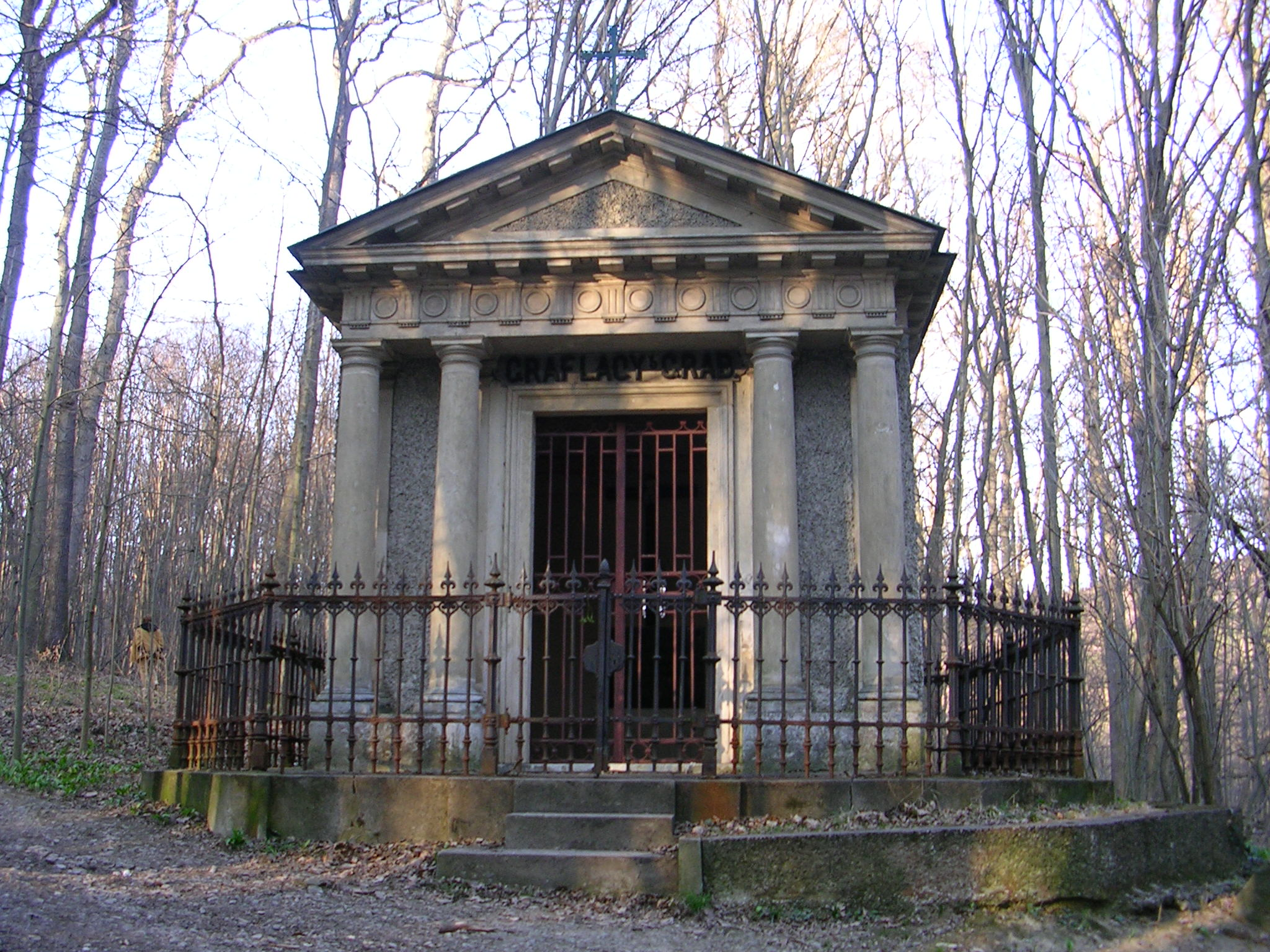
Franz Moritz von Lacy síremléke a Schwarzenberg parkban
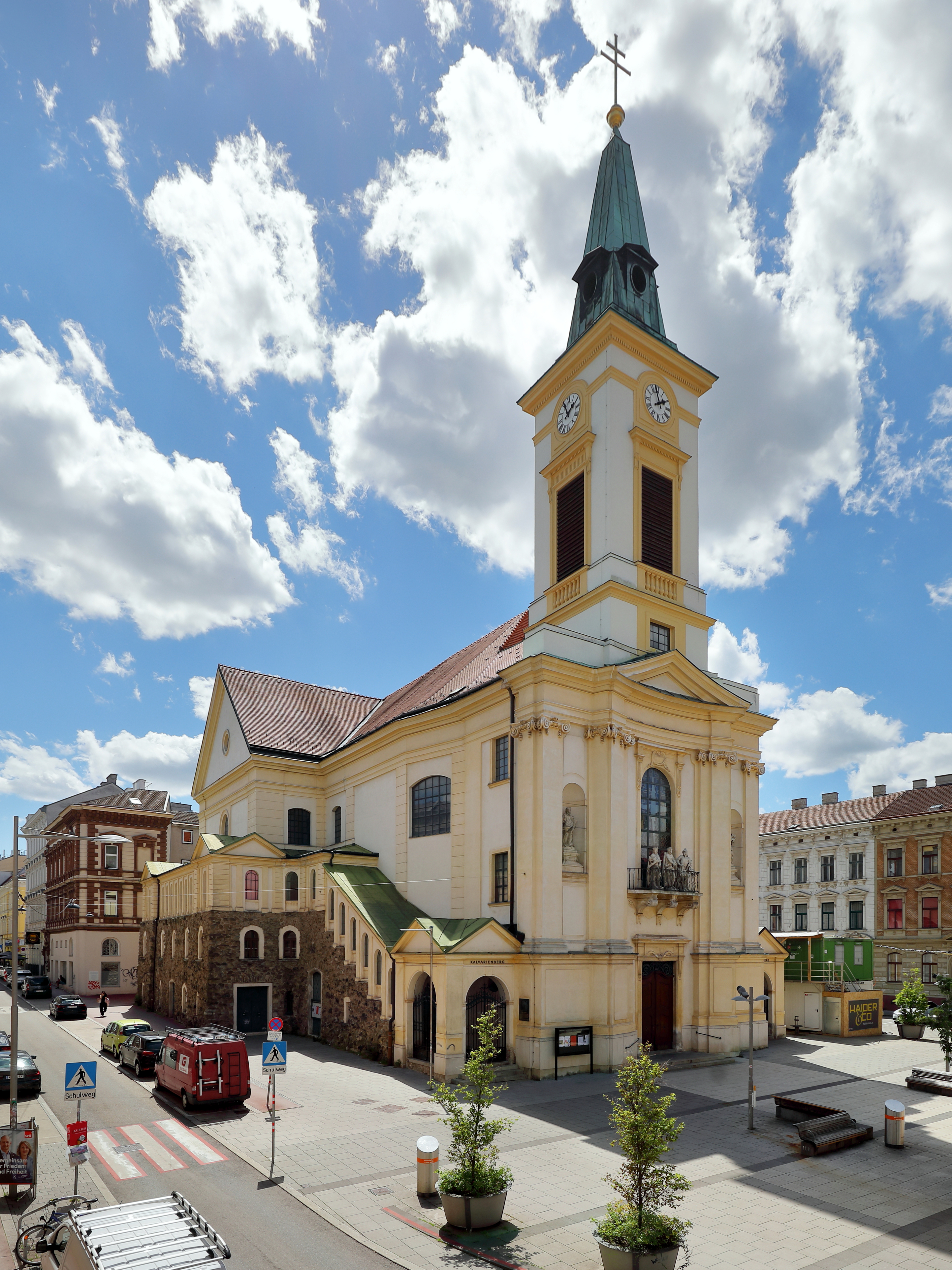
Kalvarienbergkirche
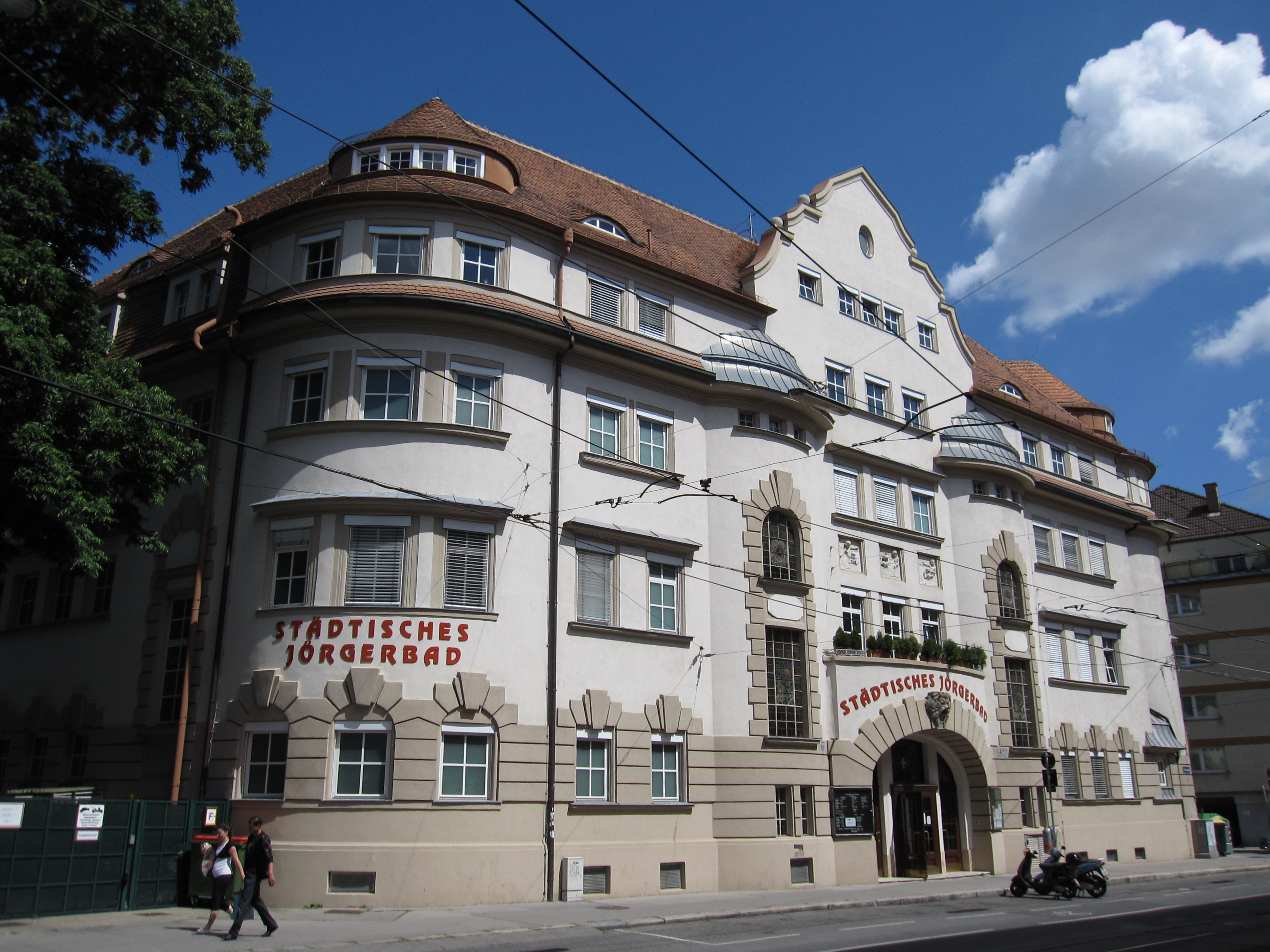
Jörger-fürdő
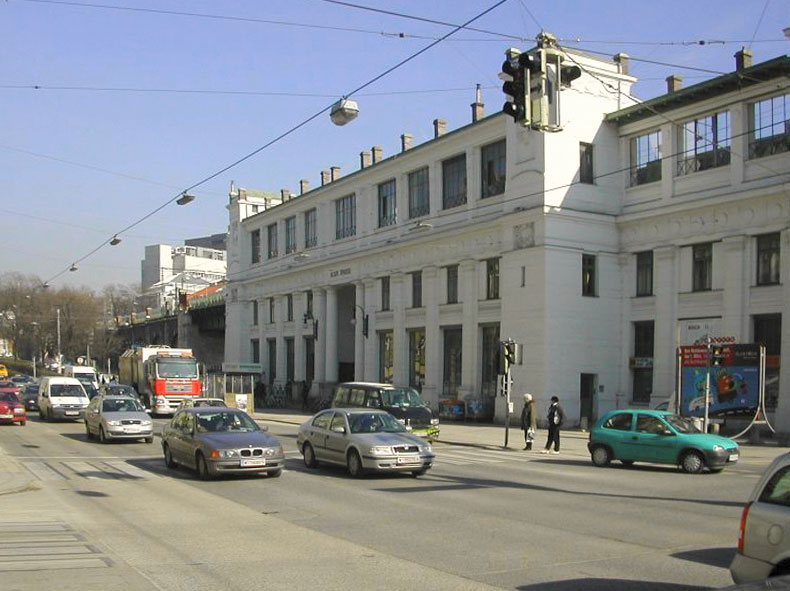
Alser Straße metróállomás

## Népesség
Népességnövekedés
forrás: Statistik.at

## Fordítás
- Ez a szócikk részben vagy egészben  a   Hernals című német Wikipédia-szócikk fordításán alapul.  Az eredeti cikk szerkesztőit annak laptörténete sorolja fel. Ez a jelzés csupán a megfogalmazás eredetét és a szerzői jogokat jelzi, nem szolgál a cikkben szereplő információk forrásmegjelöléseként.